# (6447) Terrycole
(6447) Terrycole (1990 TO1) – planetoida z pasa głównego asteroid okrążająca Słońce w ciągu 2,73 lat w średniej odległości 1,95 j.a. Odkryta 14 października 1990 roku.